# Post-metal
Post-metal este un gen muzical de fuziune între post-rock, heavy metal și shoegazing.
Proprietarul Hydra Head Records și conducătorul trupei Isis, Aaron Turner, a definit inițial genul ca "metal-ul omului gânditor", demonstrând că trupa sa a încercat să se îndepărteze de convențiile comune ale metalului. "Post-metal" este termenul preferat pentru a descrie genul crescător, dar la el se referă de asemene și cu termenii "metalgaze" sau "shoegaze metal", dar și "metal atmosferic", sau "experimental metal", deși ultimul termen e utilizat pentru a descrie avant-garde metal.

## Caracteristici
Genul post-metal tipic include două sau trei chitare, o chitară bas, sintetizator, baterie și vocal. În  general sunetul este heavy-bass, cu chitarele fiind reglate la ″B″ sau mai jos, echivalentul unei chitare cu 7 coarde. Sunetul post-metal tinde să evolueze în crescendo sau climax. 